# Sequeade e Bastuço (São João e Santo Estêvão)
Sequeade e Bastuço (São João e Santo Estêvão) (llamada oficialmente União das Freguesias de Sequeade e Bastuço (São João e Santo Estêvão)) es una freguesia portuguesa del municipio de Barcelos, distrito de Braga.

## Historia
Fue creada el 28 de enero de 2013 en aplicación de una resolución de la Asamblea de la República de Portugal promulgada el 16 de enero de 2013 con la unión de las freguesias de Santo Estêvão de Bastuço, São João de Bastuço y Sequeade, pasando su sede a estar situada en la antigua freguesia de Sequeade.

## Demografía
| Gráfica de evolución demográfica de Sequeade e Bastuço (São João e Santo Estêvão) entre 2011 y 2021 |
| |
| Datos según el nomenclátor publicado por el INE portugués.                                          |